# Иден, Дайана
Дайа́на И́ден (англ. Diana Eden), урождённая — Дайа́на Мур И́ди (англ. Diana Moore Ede; 1940, Роял-Танбридж-Уэллс, Кент, Англия, Великобритания) — канадская художница по костюмам.

## Биография
Дайана Иден (урождённая Мур Иди) родилась в 1940 году в Роял-Танбридж-Уэллсе (графство Кент, Англия, Великобритания). Когда Дайан было десять лет, её семья переехала в Торонто. Её отец был британским врачом, а мать — канадкой. Иден начала танцевать в возрасте пяти лет, и к пятнадцатилетнему возрасту она танцевала с Национальным балетом Канады с гастрольной деятельностью компании «Лебединого озера». Она дебютировала в шоу 1955 года в Вашингтоне, округ Колумбия. Иден стала слишком высокой для балета и ушла из него, несмотря на то, что в газете «Торонто стар» её называли «одной из самых блестящих молодых канадских танцоров Национального балета».
Окончив Университет Торонто с отличием в области искусства и археологии, она сразу же присоединилась к Национальной компании мюзикла «Моя прекрасная леди» в качестве танцовщицы и гастролировала с актёрами целый год. Затем она переехала в Нью-Йорк, чтобы продолжить выступления на Бродвее. Она начала разрабатывать одежду в свободное время для своих танцоров ещё в 1964 году и в конце концов переехала в Лос-Анджелес в 1969 году, чтобы продвинуть свою карьеру в качестве актрисы. Она открыла небольшой бутик возле Мелроуз-авеню, продавая одежду, которую она спроектировала, одновременно занимаясь своей актёрской карьерой.
Единожды была номинирована на Прайм-таймовую премию «Эмми» и дважды на Дневную премию «Эмми».

## Избранная фильмография
Художник по костюмам
- Нед и Стейси / Ned and Stacey (1995—2017)
- Похищение Рождества / Stealing Christmas (2003)
- Дамский угодник / Ladies Man (1999)
- Семейное право / Family Law (1999)
- Страсти / Passions (1999)
- Ради твоей любви / For Your Love (1999)
- Шоу Тони Данца / The Tony Danza Show (1997—1998)
- Реквием / Requiem (1995)
- Прекрасная справедливость / Sweet Justice (1994)
- Хороший совет / Good Advice (1994)
- Санта-Барбара / Santa Barbara (1992-1993)
- Свободный дух / Free Spirit (1989)
- Шоу Роберта Гийома / The Robert Guillaume Show (1989)
- Факты из жизни / The Facts of Life (1985-1988)
- Сладкий плен / Sweet Surrender (1987)
- Факты из жизни под землёй / The Facts of Life Down Under (1987)

Актриса
| Год       |   | Русское название  | Оригинальное название | Роль                    |
| --------- | - | ----------------- | --------------------- | ----------------------- |
| 1970—1970 | с | Мужчины в законе  | Storefront Lawyers    | H.L. Sloane's secretary |
| 1969—1969 | с | Медицинский центр | Medical Center        | Nurse                   |
| 1967      | ф | Долина кукол      | Valley of the Dolls   | Dancer                  |
| 1967      | ф | Продюсеры         | The Producers         | Showgirl                |